# Leptocera pseudocilifera
Leptocera pseudocilifera är en tvåvingeart som beskrevs av Papp 1974. Leptocera pseudocilifera ingår i släktet Leptocera och familjen hoppflugor. Inga underarter finns listade i Catalogue of Life.